# Conosanus obsoleta
Conosanus obsoleta är en insektsart. Conosanus obsoleta ingår i släktet Conosanus och familjen dvärgstritar.

## Underarter
Arten delas in i följande underarter:
- C. o. piceus
- C. o. convexus